# Амр ибн Имру ел Кајс
Амр ибн Имру ел Кајс(арап. عمرو بن امرؤ القيس‎‎) је био трећи Лахмидски краљ од Ал-Хире, који је владао од 328–363. Син чувеног Имру ел Каис ибн Амр-а првог хришћанског краља, који је током сукоба Рима и Персије прешао на римску страну.Након персијског заузимања Ал Хире и краћег Interregnum-a, Амр ибн Имру дошао је напресто и постао персијски вазал.
Његова мајка Марија ел Баријах, била је сестра Гасанидског краља Талаба ибн Амра. Амр ибн Имру је био врло активан у ратовима својих персијских господар против римљана, чак је задобио и надимак "ратнохушкач" због ратова у којима је учествовао. Године 337 .н.е. Персијски краљ Шапур II врши препаде на римске границе и уз то ангажује арапе да и они такође нападну.